# 中国交通通信信息中心
中国交通通信信息中心，是中华人民共和国交通运输部直屬事業單位，成立于1989年，前身是设于1951年11月的交通部电信管理处。2016年取得工业和信息化部颁发的《中华人民共和国基础电信业务经营许可证》，获得基础电信业务经营一级资质。

## 职责
中国交通通信信息中心，代表中国参与国际电信联盟、国际海事组织的有关活动，负责中国国际海事卫星、国际搜救卫星系统的建设、运维和管理工作，并承担国内外相关应急安全公益性通信职责；承担行业及国家、社会经济发展需要的通信、导航、无线电和信息化的技术研发、应用和咨询等工作；此外，该机构还承担了中国民用卫星导航系统的相关工作。

## 外部連結
官方网站